# 达朗贝尔算符
达朗贝尔算子是拉普拉斯算子在闵可夫斯基时空中的形式，此算子符號為正方形的，以表示是在四維的闵可夫斯基时空中。

## 表达式
达朗贝尔算子定义为：
{\displaystyle \Box ^{2}=\partial ^{\mu }\partial _{\mu }=\eta ^{\mu \nu }\partial _{\mu }\partial _{\nu }=-{\frac {1}{c^{2}}}{\frac {\partial ^{2}}{\partial t^{2}}}+\nabla ^{2}\,}
其中 c 是光速，{\displaystyle \nabla ^{2}} 是一般三維空間下的拉普拉斯算子。
达朗贝尔算子一般记为{\displaystyle \Box ^{2}}，也可记为{\displaystyle \Box }，这两者是完全相同的。
达朗贝尔算子主要應用在電磁學、狹義相對論中，例如克莱因-戈尔登方程（Klein-Gordon equation）中就有用到达朗贝尔算子。